# Právo ve Spojeném království
Právo Spojeného království jako ucelený právní řád vlastně neexistuje, ani nikdy neexistovalo, protože dnešní Spojené království vzniklo ze tří zemí se třemi různými právními systémy, které zůstaly oddělené dodnes. Při vzniku Velké Británie byla totiž Zákony o unii z roku 1707 zaručena Skotsku nezávislost právního systému, a totéž fakticky platilo po vzniku Spojeného království Velké Británie a Irska, ačkoli přímo v Zákonech o unii z roku 1800 to zaručeno nebylo.
Jen v několika málo otázkách jako je obrana nebo imigrace jsou právní a soudní instituce společné, v kompetenci Parlamentu Spojeného království (angl. Parliament of the United Kingdom) ve Westminstru.

## Jeden stát – tři jurisdikce
Právo ve Spojeném království tedy tvoří tři různé systémy, tři různé jurisdikce:
- právo Anglie a Walesu (obě země mají právní a soudní unii) – kolébka angloamerického právního systému,
- severoirské právo – právní systém anglického typu,
- skotské právo – svébytná směs vlivu práva anglického a kontinentálního.

Tyto tři jurisdikce mají vlastní soudnictví i legislativu (Skotský parlament, angl. Scottish Parliament, a Severoirská sněmovna, angl. Northern Ireland Assembly). Wales je zemí s vlastním Velšským národním shromážděním (angl. National Assembly for Wales), ale je v soudní unii s Anglií, která jako jediná svůj vlastní parlament nemá.

## Ústava Spojeného království
Fungování Spojeného království jako státu předpokládá existenci ústavního zřízení. Dokument, který by se jmenoval „Ústava“ ovšem neexistuje – britská ústava je zcela nekodifikovaná a jen zčásti psaná. Ústavu (ústavní pořádek) tedy tvoří několik psaných zákonů spolu s ústavními zvyky (constitutional conventions), principy a institucemi. O tom, co přesně je součástí ústavy Spojeného království se vedou určité diskuze.
Významný právník Lord Woolf uvádí tyto psané prameny: Magna Charta (z roku 1215), Habeas Corpus Act (Zákon o habeas corpus z roku 1679), Petition of Right (Petice za práva z roku 1628), Bill of Rights (Listina práv z roku 1689, potvrzená v Crown and Recognition Act roku 1689) a Act of Settlement (Zákon o nástupnictví z roku 1701).
Dále se často uvádějí již zmíněné Acts of Union (1707) a Acts of Union (Zákony o unii, 1800), Representation of the People Acts (celá řada zákonů upravujících a rozšiřujících hlasovací právo, první z nich Reform Act – Reformní zákon z roku 1832) a European Communities Act (Zákon o vstupu do Evropského společenství z roku 1972).
Mezi ústavní principy pak patří suverenita parlamentu – ve Spojeném království není parlamentu nadřazen žádný ústavní soud, který by dohlížel nad ústavnosti zákonů. Dalším je královský prerogativ (angl. Royal Prerogative), který dává králi, respektive vládě, která jedná jeho jménem, pravomoci jako zahájení války, uzavírání smluv, udělení milosti zločincům a rozpuštění parlamentu.
Po vstupu do Evropské unie se UK stejně jako ostatní členové rozhodla „slít“ část své suverenity s ostatními členy ve společných orgánech, takže evropské právo bylo po dobu jeho členství v EU v určitých oblastech nadřazeno právu domácímu.
Ačkoli je neexistence kodifikované ústavy atypická, má rozhodné zastánce. Tak třeba John Gardner, profesor právní vědy na Oxfordské univerzitě, srovnává britskou ústavu s ústavou americkou, která byla listinami Magna Carta a Bill of Rights významně ovlivněna. Gardner konstatuje, že u psané ústavy vzniká dvojí problém interpretace, interpretace ústavy samotné a interpretace textu, v němž je zachycena. Kromě toho poukazuje na problém starších ústav, a to že zákonodárci před 200 lety sotva mohli předvídat, jaké problémy budeme řešit dnes. Varuje před fikcí neměnnosti ústavy v USA (viz třeba veliký přesun kompetencí ze států na federální orgány). Důsledkem jsou podle Gardnera nekonečné a absurdní diskuze například o právu nosit zbraně.